# سد لانگجیانگ
سد لانگجیانگ (به لاتین: Longjiang Dam) یک سد و نیروگاه برقابی در چین است که در Mangshi, Dehong Prefecture, Yunnan Province واقع شده‌است.